# Sœtrich
Sœtrich (deutsch Sötrich; lothringisch: Séitrech) ist ein Ortsteil von Hettange-Grande im Département Moselle in der Region Grand Est (bis 2015 Lothringen). Der Ort liegt am Flüsschen Kiesel.

## Geschichte
Der Ort wurde erstmals 977 als Sinteriacum erwähnt. Dann Seuteriacum (993), Serich (1157), Setterich (1601), Soetterigh (1696), Soetrigh und Sottrigh (1697), Soestrich (1756), Soetrich (1793), Sötrich (1871–1918/1940–44).

1811 wurde Sœtrich nach Hettange-Grande eingemeindet.

### Bevölkerungsentwicklung

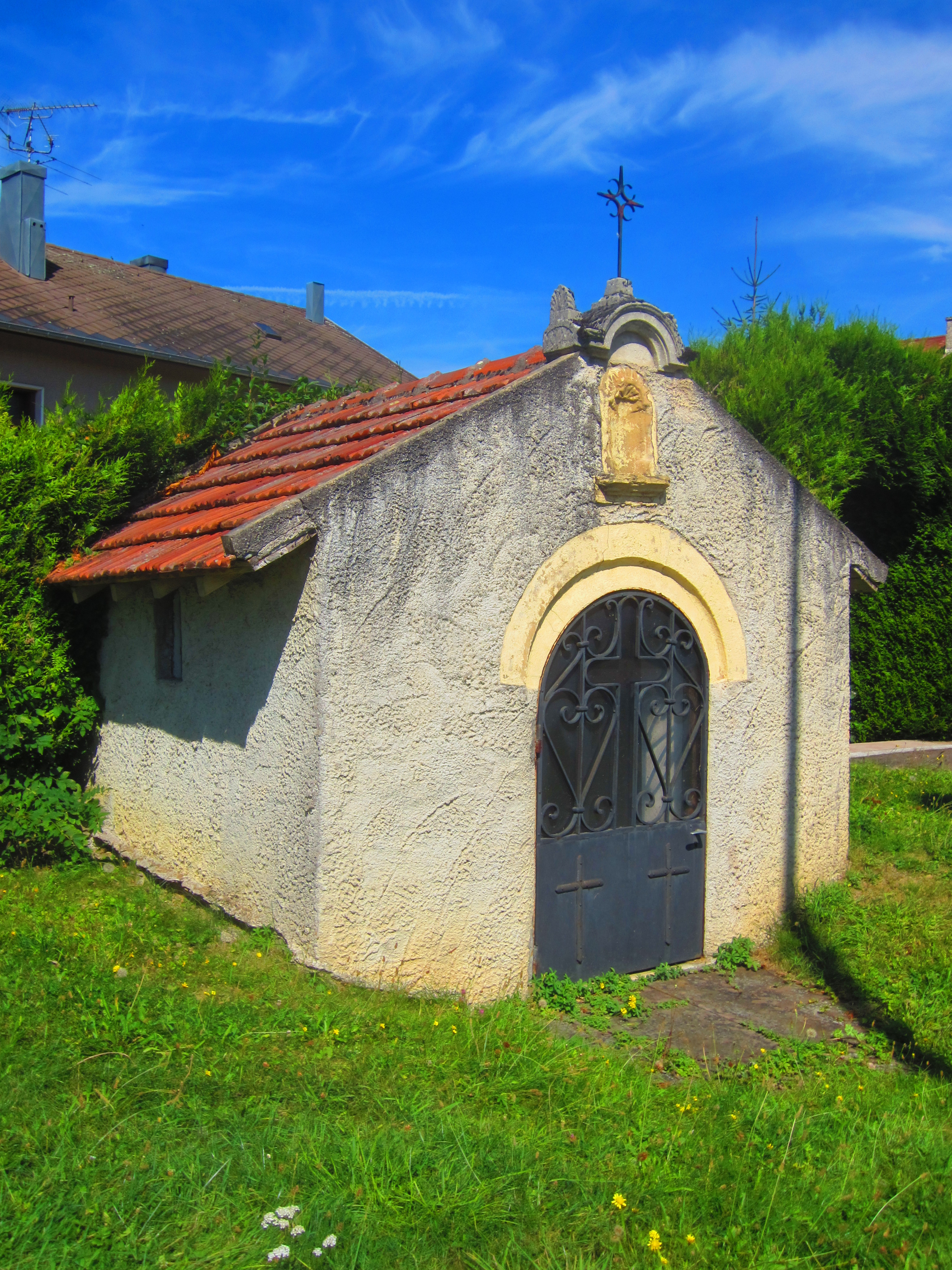
Kapelle in Sœtrich

| Jahr      | 1793 | 1800 | 1806 |
| Einwohner | 332  | 316  | 277  |